# 弗赖辛附近诺伊法恩
弗赖辛附近诺伊法恩（德語：Neufahrn bei Freising，官方拼写为，發音：[ˈnɔʏfaːɐ̯n baɪ ˈfʁaɪzɪŋ] ⓘ）是德国巴伐利亚州上巴伐利亚行政区弗赖辛县的市镇，面积45.54平方千米，2023年12月31日人口为20,819人。